# Josef Boháč
 (septembre 2024).
Josef Boháč, né le 25 mars 1929 à Vienne et mort le 31 octobre 2006 à Prague, est un compositeur tchèque.

## Biographie
Josef Boháč fait ses premières études musicales à Vienne. Il les poursuit à l'Académie Janáček de musique et des arts de la scène à Brno, où il suit les cours de Vilém Petrželka de 1955 à 1959. Il s'occupe ensuite de lma programmation musicale à la Česká televize. Il est également secrétaire de l'Union des compositeurs à partir de 1979. Il compose des œuvres dans la ligne du modernisme de l'Europe centrale, avec un usage occasionnel du sérialisme.

## Œuvres

### Opéra
- Námluvy (La Proposition, 1967, création à Ústí nad Labem le 15 décembre 1972) , opéra de chambre d'après Anton Tchekhov ;
- Oči (Les Yeux, 1973, création à la Česká televize de Prague le 5 octobre 1974), opéra télévisé ;
- Goya (1972-1977, créé à Ostrava en 1977) ;
- Zlatá svatba (Noces d'or, 1981) ;

### Musique orchestrale
- Rhapsodie (1955) ;
- Prélude symphonique (1964) ;
- Sinfonietta concertante (1964, création à Prague le 14 mars 1966) ;
- Suita drammatica (1959-1970, création à Prague le 23 mars 1974) pour cordes et timbales ;
- Arc-en-ciel du sud (1971) suite orchestrale ;
- Concerto pour piano (1974, création à Prague le 29 mars 1976) ;
- Concerto pour orchestre (1983) ;
- Variantes dramatiques (1983) pour alto et orchestre ;

### Musique de chambre
- Suite (1953) pour quatuor à cordes ;
- Sonate pour violoncelle et piano (1954) ;
- Trio à cordes (1965) ;
- Sonetti per Sonatori (1974, commande de l'ensemble de chambre Sonatori di Praga) pour flûte, clarinette basse, percussion et piano ;
- Sonata Giovane (1983) pour piano ;

### Mélodies
- Mon luth chante (1971), cycle de douze mélodies pour ténor et nonette sur l'amour, la maladie et la mort ;